# Ahmed Hegazy
Ahmed Elsayed Ali Elsayed Hegazy (en arabe : أحمد السيد علي السيد حجازي), né le 25 janvier 1991, est un footballeur international égyptien qui joue au poste de défenseur central à Neom SC.

## Biographie
Sa carrière professionnelle commence le 24 novembre 2009 sous les couleurs du club d'Ismaily.
Trois ans plus tard, dans le courant de l'année 2012, après de bonnes prestations sous le maillot des « Pharaons », la Fiorentina le recrute pour 1,5 million d'euros.

### AFC Fiorentina
Le 18 novembre 2012 il entre en jeu à la 76e minute contre l'Atalanta BC et dispute donc ses premières minutes de jeu en Serie A.
Le 28 novembre 2012 il honore sa première titularisation avec la ACF Fiorentina en Coupe d'Italie, il fournit une très bonne prestation, solide et puissant dans le jeu. Il marque son premier but à la 73e minute d'une reprise du gauche.
Début décembre, Hegazy est victime d'une lésion partielle du ligament croisé antérieur. L'égyptien devrait donc être indisponible pour une durée de 6 mois.
Cette mauvaise nouvelle arrive alors qu'Ahmed Hegazy venait d'ouvrir son compteur de buts avec la Fiorentina en Coupe d'Italie la semaine écoulée.
Le 3 mai 2013, Hegazy est convoqué pour la première fois après sa blessure, soit 5 mois.
Le 24 juillet 2013, il inscrit son premier but de la saison 2013-2014.
Le 15 août 2013, il se blesse lors d'un match amical contre l'Ouganda. Il est encore une fois victime d'une lésion du ligament croisé et doit donc rester sur la touche plus de 8 mois. Il ratera encore une fois la saison de Série A, mais fera son retour lors de la dernière journée en étant titulaire face au Torino.

### En équipe nationale
Profitant de la baisse de forme de Mahmoud Fathallah et des blessures à répétition du vétéran Wael Gomaa  il s'impose comme un titulaire indiscutable. Après avoir montré tout son talent avec les U20 et les U23, Hegazy s'impose comme titulaire indiscutable au sein de la défense égyptienne. Des blessures à répétition viendront néanmoins freiner sa progression.
Ahmed Hegazy dispute sa première compétition internationale lors de la Coupe d'Afrique des nations 2017. Il fait partie de la liste des 23 joueurs égyptiens sélectionnés pour disputer la Coupe du monde de 2018 en Russie. L'année suivante, il figure sur la liste des joueurs sélectionnées pour participer à la Coupe d'Afrique des nations 2019. Deux ans plus tard, il est de nouveau convoqué pour participer à la Coupe d'Afrique des nations 2021. En décembre 2023, il est retenu dans la liste des vingt-sept joueurs égyptiens sélectionnés par Rui Vitória pour disputer la Coupe d'Afrique des nations 2023.

## Palmarès

### En club
Al Ahly :
- Championnat d'Égypte : 2016

### En sélection
- Égypte
  - Coupe d'Afrique des nations
    - Finaliste 2017